# Jean-Claude Carrière

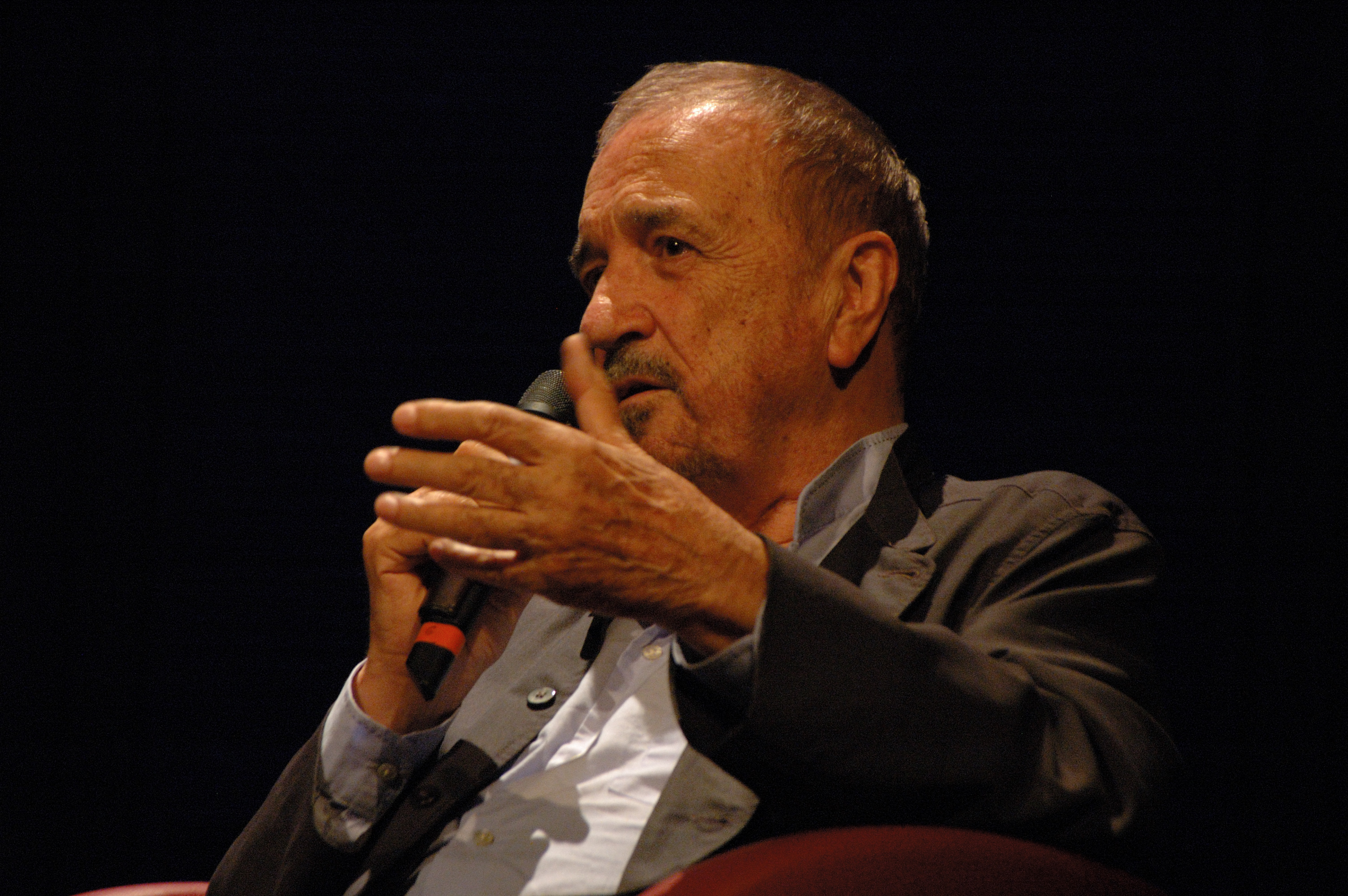
Jean-Claude Carrière 2008.

Jean-Claude Carrière, född 17 september 1931 i Colombières-sur-Orb i regionen Occitanien, död 8 februari 2021 i Paris, var en fransk manusförfattare.

## Karriär
Vid filmfestivalen i Cannes 1961 lärde Jean-Claude Carrière känna den spanske regissören Luis Buñuel. Det blev inledningen på ett nästan två decennier långt samarbete. Carrière skrev manuset till Buñuels följande franskspråkiga filmer, En kammarjungfrus dagbok (1964), Belle de jour (1967), Vintergatan (1969), Borgarklassens diskreta charm (1972), Frihetens fantom (1974) och Begärets dunkla mål (1977).
1973 tilldelades Carrière tillsammans med Buñuel priset BAFTA Award för bästa manus efter förlaga för Borgarklassens diskreta charm (1972), och samma pris 1988 för Varats olidliga lätthet (1988).
Vid Oscarsgalan 2015 tilldelades han en Heders-Oscar.

## Filmografi (i urval)
- 1964 – En kammarjungfrus dagbok
- 1965 – Viva Maria!
- 1965 – Den fantastiske Yoyo
- 1967 – Belle de jour – dagfjärilen
- 1967 – Tjuven
- 1969 – Vintergatan
- 1969 – Bassängen
- 1970 – Borsalino
- 1971 – Taking Off
- 1972 – Borgarklassens diskreta charm
- 1974 – Frihetens fantom
- 1976 – Jack the Ripper (ej krediterad)
- 1977 – Begärets dunkla mål
- 1979 – Blecktrumman
- 1980 – Nu gäller det livet!
- 1983 – Le retour de Martin Guerre
- 1982 – Passion (ej krediterad)
- 1983 – Danton
- 1984 – Swann och kärleken
- 1988 – Varats olidliga lätthet
- 1989 – Valmont
- 1990 – Cyrano de Bergerac
- 1990 – Några dagar i maj
- 1991 – Lek på Guds gröna ängar
- 1993 – Sommersby
- 1995 – Ryttare på taket
- 1996 – En värsting på Wall Street
- 1996 – Ondskans offer
- 1997 – Chinese Box
- 2004 – Birth
- 2006 – Goya's Ghosts
- 2012 – Tålamodets sten
- 2015 – I skuggan av kvinnor